# Acmaeops discoideus
Acmaeops discoideus är en skalbaggsart som först beskrevs av Samuel Stehman Haldeman 1847.  Acmaeops discoideus ingår i släktet Acmaeops och familjen långhorningar. Inga underarter finns listade i Catalogue of Life.